# Mšec (zámek)
Mšec (dříve Kornhauz) je zámek ve stejnojmenném městysi v okrese Rakovník. Jeho předchůdcem byla gotická tvrz, některými prameny označovaná též jako hrad, založená nejspíše ve druhé polovině čtrnáctého století. Zámek na jejím místě vznikl před rokem 1548, ale dochovaná podoba je výsledkem řady mladších stavebních úprav. Od roku 1958 je chráněn jako kulturní památka.

## Historie

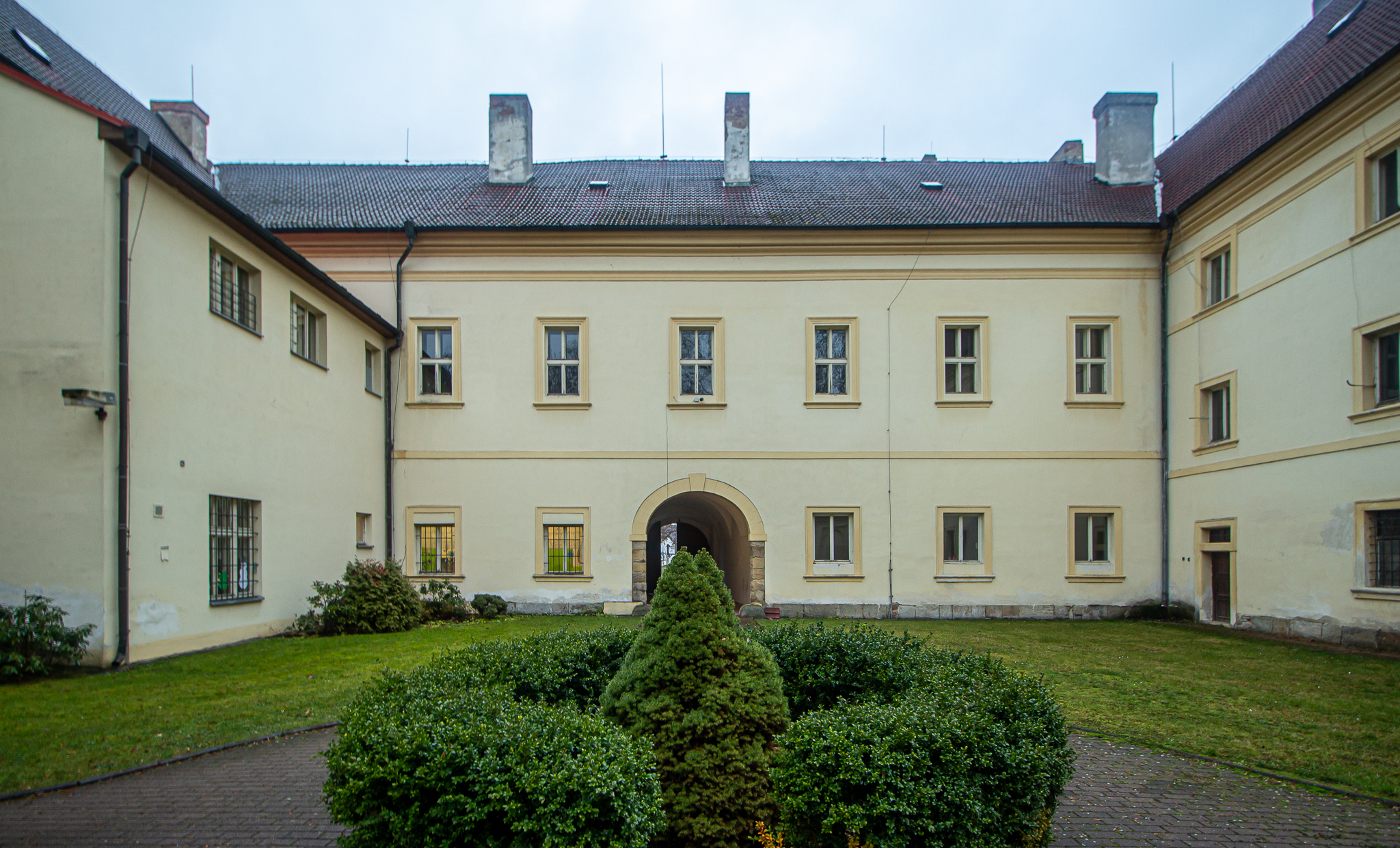
Nádvoří zámku

Zakladatelem gotického hradu byl pravděpodobně Albrecht z Kolovrat, který panství získal před rokem 1361. Spolu s Markvartem z Vartenberka se zúčastnil odboje proti králi Václavu IV., a proto král proti nim vyhlásil veřejnou hotovost. Královské vojsko v roce 1388 nebo 1390 oblehlo a dobylo hrady Zbiroh, Žleby, Rohozec a Kornhauz, který je při této příležitosti poprvé zmiňován.
Albrecht z Kolovrat zemřel roku 1391, ale panství Kolovratům zůstalo. Není však jisté, jestli byl hrad obnoven, ale některý z dalších příslušníků rodu na jeho místě postavil zámek, který se v pramenech objevuje až v roce 1548. Poslední z mšeckých Kolovratů v nepřerušené linii, Jan Kolovrat Buštěhradský, padl v bitvě u Moháče. Mezi lety 1536–1538 byl majitelem Václav Budovec z Budova, ale po něm zámek patřil opět Kolovratům. Posledními z nich byli Jan a Zdislav Abdon, kteří panství postupně rozprodali. Roku zámek se dvorem 1569 koupil Bedřich Mičan z Klinštejna a Roztok za 5 875 kop českých grošů, spolu s tím také ovčín, pivovar se sladovnou a dvůr Třtice.

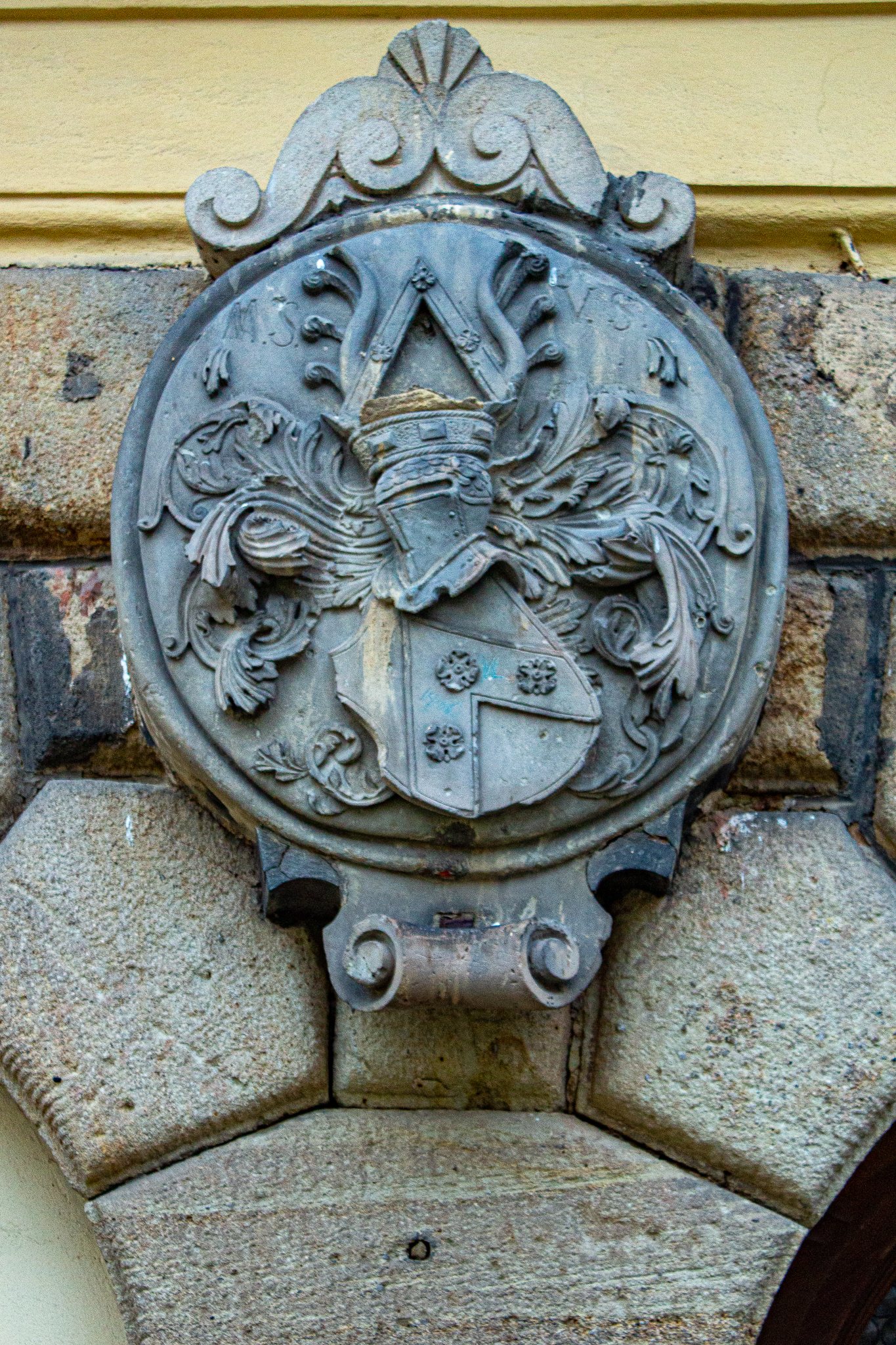
Erb Štampachů nad hlavním vstupem do zámku

Dalším majitelem se stal Matyáš Štampach ze Štampachu, který roku 1586 zaplatil za Mšec, Žehrovice a Velké Hořešovice 55 tisíc kop míšeňských grošů. Později vyženil ještě Srbeč a Hřivčice a přikoupil Kalivody, Přerubenice a Mašťov. Jako hejtman Slánského kraje a císařský rada potřeboval reprezentativní sídlo, a proto nechal starý zámek nejspíše zbořit a roku 1613 místo něj postavit nový v renesančním slohu. Stavbu řídil stavitel Fortini. Kromě sbírek zbraní a předmětů z cest po Evropě v zámku byla kaple, knihovna a archiv. Patřil k němu také letohrádek s nedalekou nově založenou oborou.
Panství po Matyáši zdědil jeho synovec Jan Rejchart Štampach ze Štampachu. Jan Rejchart zemřel nejpozději roku 1615, protože tehdy je jako majitel panství poprvé doložen jeho bratr Jan Jindřich Štampach ze Štampachu. Zúčastnil se stavovského povstání a na zámku hostil Fridricha Falckého. Za svou činnost byl odsouzen ke ztrátě poloviny majetku a hned po vynesení rozsudku odešel z Čech. Roku 1631 se během saského vpádu vrátil a na krátko znovu ovládl mšecké panství, ale v roce 1634 byl odsouzen ke ztrátě celého majetku.
Za odhadní cenu 87 932 kop míšeňských panství koupil Vratislav z Fürstenbergu, po jehož smrti vypukl spor o majetek mezi vdovou, která se vdala za hraběte Otu Bedřicha z Harrachu, a dalšími dědici. Roku 1662 panství za šedesát tisíc rýnských zlatých koupil pozdější kníže Jan Adolf I. ze Schwarzenbergu. Zámek se nacházel ve špatném stavu, a proto roku 1675 začala jeho barokní přestavba podle projektu Dominika Spinetty. Již v roce 1664 však byla snížena věž a roku 1678 byla zbořen i její zbytek. Další úpravy prováděl v letech 1721–1724 stavitel Pavel Ignác Bayer a později A. E. Martinelli. Stavební úpravy však pokračovaly až do první třetiny devatenáctého století. Schwarzenberkové na zámku měli rodový archív, který byl po zestátnění přestěhován do Státního archívu v Třeboni.

## Stavební podoba
Ze středověkého hradu se nedochovaly žádné viditelné zbytky. Podle zprávy z roku 1935 byly při výkopových pracích nalezeny zbytky zdiva a okrouhlé věže uprostřed nádvoří. Minimální znalosti však neumožňují rekonstrukci rozsahu ani podoby hradu.
Štampachovský renesanční zámek měl čtyři křídla s pavlačemi postavená kolem dvora, do kterého se vjíždělo věžovou branou. Fasády byly zdobené obrazy zvěře, nápisy a snad také sgrafity. V dochované podobě má zámek tři křídla a nádvoří uzavřené barokní zdí s pilastry a slepými arkádami. Vstupní průčelí je zdůrazněné plochým rizalitem se vstupním portálem. Okna na této straně mají kamenná ostění a štukové klenáky. V nádvorní straně severního křídla se dochoval renesanční dvoudílný portál se štampachovským erbem. Naproti němu stojí arkádový portikus s balkónem. Přízemní prostory jsou zaklenuté valenými klenbami s lunetami, ale místnosti v patře mají stropy ploché.

## Přístup
Interiér zámku je přístupný pouze příležitostně. Bez omezení je umožněn vstup na nádvoří a do přilehlého parku.